# Closterium incurvum
Closterium incurvum  là một loài Song tinh tảo trong họ Desmidiaceae, thuộc chi Closterium.